# Късно вечер с Конан О'Брайън
Късно вечер с Конан О'Брайън (на английски: Late Night with Conan O'Brien) е американско късно вечерно токшоу, водено от Конан О'Брайън, което има излъчени 2725 епизода по Ен Би Си в периода 1993 – 2009 година. Шоуто интегрира разнообразен комедиен материал, интервюта със знаменитости и музикални и комедийни представления. Излъчва се от 00:37 източноамериканско/23:37 централноамериканско време. Анди Риктър е вторият водещ от 1993 до 2000 година; след напускането му О'Брайън се превръща в единствения акредитиран изпълнител в шоуто. Бендът на шоуто е Макс Уейнбърг 7, водено от барабаниста на И Стрийт Бенд Макс Уейнбърг.
Второто въплъщение на франчайза Late Night на Ен Би Си, О'Брайън дебютира през 1993 година след като Дейвид Летърман, водещ на първото въплъщение на Late Night, се мести в Си Би Ес, където води Късното шоу, конкурентно на Вечерното шоу. През 2004 година, като част от уговорка за осигуряване на нов контракт, Ен Би Си обявява, че О'Брайън ще напусне Късно вечер през 2009 г. и ще замени Джей Лено като водещ на Вечерното шоу. Джими Фалън започва да води собствената си версия на Късно вечер на 2 март 2009 година.